# Bathybembix humboldti
Bathybembix humboldti is een slakkensoort uit de familie van de Eucyclidae. De wetenschappelijke naam van de soort is voor het eerst geldig gepubliceerd in 1971 door Rehder.